# Canadian Solar
Canadian Solar Inc. (NASDAQ: CSIQ

) er en canadisk producent af solcellepaneler og solcelleanlæg.
Virksomheden blev etableret i 2001 i Guelph, Ontario af Shawn Qu. Canadian Solar har datterselskaber i 24 lande.